# パトリツィア・クンマー
パトリツィア・クンマー（Patrizia Kummer、1987年10月16日 - ）は、スイスの女子スノーボード選手。ヴァレー州ミューレバッハ出身。

## 経歴
スノーボード・ワールドカップには2002-2003シーズンから参戦し、ワールドカップでは通算15勝を挙げ、2011-2012／2012-2013／2013-2014シーズンの3年連続でワールドカップ総合優勝を飾った。
スノーボード世界選手権では2009年大会（韓国・江原道）のパラレル大回転で3位、2013年大会（カナダ・ストーンハム）のパラレル回転で2位に輝いている。
2014年ソチオリンピックパラレル大回転では世界ランキング1位で出場し、決勝まで勝ち上がって世界ランキング2位の竹内智香（日本／広島ガス）と直接対決して五輪女王の座を争い、決勝1本目は竹内に0秒30差をつけられたが決勝2本目で竹内の途中転倒という場面もあり、逆転勝利で金メダルを獲得した。